# デネソール
デネソール2世（Denethor Ⅱ）は、J・R・R・トールキンの中つ国を舞台とした小説、『指輪物語』の登場人物。
ゴンドールの執政の26代目。
父はゴンドールの執政25代目、エクセリオン2世。妻はフィンドゥイラス。息子に指輪の仲間のひとりボロミアと、イシリエンの太守ファラミア。

## 人物像
デネソールは気高く聡明な人物だった。若いころは身の丈すぐれた剛勇の人であり、『指輪物語』に登場したときはすでに年老いていたものの、剣を手放してはいなかった。王の血統ではないが、ガンダルフの見るところ確かに西方人ドゥーネダインの血に連なる者であり、余人の及ばぬ鋭い眼力の持ち主である。
秘宝パランティーアを使い、遠くの出来事を見知ることができたが、その過程で生じる冥王サウロンとの精神戦の影響で、老化が早まり心もかたくなになった。
デネソールは非常に優秀ではあったが、性格は高慢で気難しかった。ゴンドールの執政としての役職に誇りを持っており、平穏無事に息子にあとを継がせることが望みだった。そのため王家の血を引くものの帰還には神経を尖らせており、ミスランディア（ガンダルフ）のことも信用していなかった。
かれが誰より寵愛していたのは、勇猛で父に忠実な長男ボロミアだった。その一方でミスランディアへの敬意を表す次男ファラミアのことは軽んじていた。ボロミアを失って希望をなくしたデネソールは、死地におもむくファラミアをそっけなく送り出したのだが、自覚がないだけで心の底では次男も大切に思っていた。
めったに親しげな様子を見せないデネソールだが、妻のことは深く愛していた。また、ペレグリン・トゥック（ピピン）のことも最初はミスランディアのスパイとしか見ていなかったが、かれが誇りとボロミアへの感謝から奉公を申し出たときには、かすかに笑みを浮かべてこれを受け入れた。

## 経歴
デネソールは父エクセリオンが執政の職にあったころから、すでに文武両道に長けた傑物として知られていた。しかし当時のゴンドールでは、ソロンギルという異邦人が高い評判を得ており、周囲はおろか父親の評価においてすらデネソールは二番手だった。その後ソロンギルは行方をくらましてしまうのだが、人々はデネソールとの反目が原因だと噂した（しかし指輪戦争終結後になってみると、デネソールは当時からソロンギルの正体が王の世継ぎアラゴルンと見抜き、そのため警戒していたのだと考えられるようになった）。
第三紀2976年、デネソールはフィンドゥイラスと結婚。だが彼女は12年も経たずに死んでしまった。2984年、ゴンドールの執政の位を継いだ。かれはモルドールとの決戦が近いことを予見していたが、国力において大きく劣ることも承知していた。
やがてデネソールは、ゴンドールをサウロンの手から守るために一つの指輪の力を欲するようになる。かれは息子ボロミアに裂け谷におけるエルロンドの会議に出席し、指輪をゴンドールに持ち帰るよう命令するが、ボロミアは指輪に魅了され、その後の戦で命を落としてしまう。愛する息子を失ったことで、デネソールは深い悲しみに沈み、次第にその行動は狂気を帯びてくるようになる。のちにガンダルフがピピンを伴い、サウロンによる攻撃の警告にゴンドールを訪れると、かれはガンダルフの真の目的がアラゴルンの王座復帰であるものと考え、権力の返還を拒み、さらには、敵に奪われたオスギリアスを奪還せんともう一人の息子ファラミアを勝ち目のない死の戦へと送り出していくほどである。
この戦いでファラミアが瀕死の重傷を負うと、ただ一人残った息子が死んだと思い込んだかれは完全に正気を失い、ファラミアもろとも焼身自殺をはかろうとする。ガンダルフとピピンの活躍によってファラミアは助け出されたが、息子が生きていたことに一瞬安心すると、パランティーアを抱いたまま燃え尽きた。

## 映画版
ピーター・ジャクソンの『ロード・オブ・ザ・リング/王の帰還』での映画化では、デネソールは意固地で自分の考えに没頭する人物として描かれ、黙々と飲み食いを続ける様子を見せるほか、ローハンへの救援信号も敢えて送ろうとはしなかった。最期の迎え方も異なり、炎に包まれたまま走り出してミナス・ティリスの城から身を投げてしまった。なお、かれがパランティーアを所持している描写はない。